# تايلر إيوينغ
تايلر إيوينغ (بالإنجليزية: Tyler Ewing)‏ هو ملحن أمريكي، ولد في 14 سبتمبر 1984 في بلينو في الولايات المتحدة.

## وصلات خارجية
- تايلر إيوينغ على موقع IMDb (الإنجليزية)